# Idaea flavidior
Idaea flavidior är en fjärilsart som beskrevs av Rothschild 1914. Idaea flavidior ingår i släktet Idaea och familjen mätare. Inga underarter finns listade i Catalogue of Life.